# Euromince

Euro je používáno ve 20 zemích eurozóny a 4 připojených mikrostátech (tmavě modrá) a dvou nečlenských zemích (červená)

Euromince jsou mince měny euro; existuje celkem 8 nominálních hodnot euromincí (1 eurocent, 2 eurocenty, 5 eurocentů, 10 eurocentů, 20 eurocentů, 50 eurocentů, 1 euro, 2 eura). Každý stát, který je členem eurozóny, nebo je k tomu oprávněn dohodami s Evropskou unií, vydává mince s vlastní lícovou stranou, rubová strana je pro všechny země společná. Euromince i eurobankovky byly do oběhu uvolněny 1. ledna 2002.
Euro (EUR, €) je měna 20 členských států Evropské unie (Belgie, Estonsko, Finsko, Francie, Chorvatsko, Irsko, Itálie, Kypr, Litva, Lotyšsko, Lucembursko, Malta, Německo, Nizozemsko, Portugalsko, Rakousko, Řecko, Slovensko, Slovinsko a Španělsko), čtyř evropských mikrostátů, které jsou v měnové unii s členskými státy Evropské unie (Andorra, Monako, San Marino a Vatikán), dále pak Černé Hory a Kosova.

## Rubová (společná) strana
Všechny mince mají shodnou rubovou stranu s hodnotou mince s designem od belgického designéra Luca Luycxe. Vzhled mincí 1, 2 a 5 centů symbolizuje umístění Evropy ve světě. Mince 10, 20 a 50 centů, 1 a 2 eura zobrazují Evropu. Na všech mincích je také zobrazeno 12 hvězd.
Mince mohou mít na sobě také dřívější rok než 2002, kdy bylo euro zavedeno (pouze francouzské, španělské, belgické, finské a nizozemské mince). Tyto země tradičně dávají na mince rok vyražení namísto roku, kdy byly uvolněny do oběhu.

### Původní vzhled
Mince ražené mezi lety 1999–⁠2006 měly na rubové straně vyobrazeny pouze státy Evropské unie před rozšířením v roce 2004. Nové mince ražené od roku 2007 reagují na rozšíření Evropské unie a zobrazují celou Evropu – ⁠nejenom 15 původních států EU. První mince s novým vzhledem byla vyražena Slovinskem roku 2007. Mince nejnižších hodnot (1, 2 a 5 centů) si ponechaly shodný design.

## Lícová (národní) strana

### Státy EU
Každý stát eurozóny má svůj vlastní design na lícové straně mincí. Tyto designy se liší od jednoho zobrazení na mincích všech nominálních hodnot (např.: Belgie, Irsko) po různá zobrazení na každé z mincí (např.: Itálie či Slovinsko). V monarchiích je často na přední straně mince zobrazen portrét vládce, který je někdy převzat z předchozí měny. Státy, které monarchiemi nejsou, většinou na mince zobrazují národní památky a symboly.
Pro vzhled národních lícových stran euromincí platí několik pravidel, uvedených v Nařízení Rady EU č. 729/2014 ze dne 24. června 2014. Obsahuje 13 článků; zde jsou uvedeny pouze ty, které se přímo dotýkají vzhledu mincí:
- Národní strana všech nominálních hodnot oběžných mincí obsahuje označení vydávajícího členského státu ve formě názvu členského státu nebo jeho zkratky. Na národní straně oběžných mincí se znovu neuvádí nominální hodnota mince ani jakákoli její část. Neopakuje se ani název jednotné měny nebo její podjednotky, pokud potřeba takového označení nevychází z používání rozdílné abecedy. Vlys hrany dvoueurové euromince může obsahovat označení nominální hodnoty za předpokladu, že je použita pouze číslice „2“ nebo údaj „euro“ uvedený v příslušné abecedě nebo obé
- Národní strana oběžných mincí obsahuje kruh dvanácti hvězd, které zcela lemují národní vzor, a to včetně označení roku a názvu vydávajícího členského státu. Tato skutečnost nebrání tomu, aby některé prvky vzoru přesahovaly do kruhu hvězd, a to pod podmínkou, že jsou všechny hvězdy zřetelně a plně viditelné. Dvanáct hvězd je zobrazeno stejně jako na vlajce Unie.
- Změny vzorů národních stran běžných mincí lze provádět pouze jednou za patnáct let, aniž jsou dotčeny změny nezbytné k tomu, aby se zabránilo padělání mincí. Změny vzorů národních stran běžných mincí však lze provádět i v případě, že dojde ke změně hlavy státu zobrazené na minci. Dočasné uvolnění či provizorní obsazení funkce hlavy státu nedává žádné dodatečné právo k provedení této změny.

Toto nařízení se nevztahuje na mince vyražené před datem vydání tohoto dokumentu. K roku 2023 nejsou tato pravidla dodržena u německých, rakouských, řeckých a lucemburských mincí. 
Uvedení nových oběžných mincí do oběhu je oficiálně ohlašováno v úředním věstníku Evropské unie. Stalo se tak mimo jiné při zavedení slovinských, maltských, kyperských, slovenských, estonských, lotyšských, andorrských, litevských a chorvatských euromincí. V úředním věstníku byly tak ohlášeny nové série belgických, španělských, nizozemských, vatikánských, monackých, sanmarinských a francouzských euromincí.

### Mikrostáty
Přestože nejsou členy Evropské unie, mají Monako, San Marino, Vatikán a Andorra právo razit euromince s vlastním vzhledem přední strany, které běžně nekončí v oběhu, ale stávají se poutačem pro sběratele.
- Na monackých euromincích první série byl zobrazen znak a pečeť královské rodiny a portrét posledního vládce knížete Rainiera III. Současné mince nesou obraz současného vládce knížete Alberta II. a jeho monogram.
- Na sanmarinských euromincích jsou vyobrazeny různé věže a veřejné budovy z malého státu a také státní znak.
- Vatikánské mince vystřídaly už čtyři různé vzhledy. Do roku 2005 je na mincích zobrazen papež Jan Pavel II. a až po nástupu Benedikta XVI. se začaly razit mince s jeho portrétem, následně pak s Františkem. V období mezi „vládami“ Jana Pavla a Benedikta byly vyraženy mince s motivem papežské kanceláře. V zemích jako Francie však způsobuje používání mincí s podobiznou hlavy církve mírnou kontroverzi.
- Andorra získala právo razit vlastní euromince k 1. červenci 2013, ale první andorrské mince se mezi obyvatele tohoto pyrenejského mikrostátu dostaly až v prosinci 2014. Motivy mincí zahrnují tamní státní znak, vládní budovu, románský kostel a kamzíka středomořského.

## Technické parametry mincí
Mince byly raženy v různých členských zemích, které často používaly polotovary vyrobené v birminghamské mincovně v Birminghamu v Anglii. Problém nastal v rozlišení mincí vyrobených podobnými technikami s podobnými polotovary. Například mince 1 turecká lira se velmi podobá 2 eurům jak ve váze, tak ve velikosti. Obě mince mohou být v automatech rozpoznány jako 2 eura, která mají přibližně čtyřnásobnou hodnotu. Některé automaty byly ale vylepšeny za účelem rozpoznání jednolirové mince.
| Nominální hodnota | Průměr   | Síla    | Hmotnost | Složení                                                                          | Hrana |
| ----------------- | -------- | ------- | -------- | -------------------------------------------------------------------------------- | ----- |
| 1 cent / 0,01 €   | 16,25 mm | 1,67 mm | 2,30 g   | ocel pokovená mědí                                                               |       |
| 2 centy / 0,02 €  | 18,75 mm | 1,67 mm | 3,06 g   | ocel pokovená mědí                                                               |       |
| 5 centů / 0,05 €  | 21,25 mm | 1,67 mm | 3,92 g   | ocel pokovená mědí                                                               |       |
| 10 centů / 0,10 € | 19,75 mm | 1,93 mm | 4,10 g   | severské zlato                                                                   |       |
| 20 centů / 0,20 € | 22,25 mm | 2,14 mm | 5,74 g   | severské zlato                                                                   |       |
| 50 centů / 0,50 € | 24,25 mm | 2,38 mm | 7,80 g   | severské zlato                                                                   |       |
| 1 euro / 1,00 €   | 23,25 mm | 2,33 mm | 7,50 g   | na mezikruží niklová mosaz, na středu tři vrstvy – mědinikl, nikl, mědinikl      |       |
| 2 eura / 2,00 €   | 25,75 mm | 2,20 mm | 8,50 g   | na mezikruží mědinikl, na středu tři vrstvy – niklová mosaz, nikl, niklová mosaz |       |

## Mince s malou nominální hodnotou
Finsko se hned se zavedením euromincí do oběhu v roce 2002 rozhodlo pro tzv. švédské zaokrouhlování na nejbližší pěticenty. Protože Finsko sice v běžném platebním styku téměř nepoužívá euromince 1 a 2 centy, ale stále je razí, jsou sběrateli vysoce ceněny. Tyto mince v dobrém stavu mohou mít cenu i tisíckrát větší, než je jejich nominální hodnota.
Nizozemsko se kvůli nátlaku maloobchodů, pro které je používání těchto mincí příliš finančně náročné, rovněž pokouší minimalizovat oběh mincí 1 a 2 centy. Přestože mince 1 a 2 centy jsou v Nizozemsku velmi málo časté, stále zůstávají oficiální měnou a platidlem. Zaokrouhlování na pěticenty se praktikuje i v Belgii, Itálii a Irsku. Také na Slovensku se v červnu 2022 začaly hotovostní platby zaokrouhlovat, takže výsledná suma v centech končí číslicí 5 anebo 0. Mince 1 a 2 centy jsou ale nadále běžně používány při platbách nebo na cenovkách produktu. Zaokrouhlování na pěticenty probíhá i v Estonsku a Litvě.
Pokud se některý stát rozhodne, že nebude razit mince s malou nominální hodnotou, mince z ostatních členských států stále zůstanou oficiálním platidlem. Tyto mince jsou ale běžně používány pouze okrajově.